# B-Fighter Kabuto
B-Fighter Kabuto (jap. ビーファイターカブト Bī Faitā Kabuto; Beetle Fighter Kabuto) – japoński serial tokusatsu, piętnasta część cyklu Metalowi herosi oraz sequel serii Jūkō B-Fighter. Serial został stworzony przez Toei Company, emitowany był na kanale TV Asahi od 3 marca 1996 do 16 lutego 1997 i liczył 50 odcinków. 
W 1997 roku na bazie serialu powstała druga część amerykańskiej adaptacji B-Fightera zatytułowana Beetleborgi Metallix.

## Fabuła
Akcja dzieje się 5 lat po pokonaniu Jamarl przez pierwszą generację B-Fighterów. Na Ziemię powróciły pokój i harmonia. Earth Academy stała się Cosmo Academy, w której przywódca B-Fighterów - Takuya Kai tworzy wraz z Guru trzy nowe Owadozbroje na wypadek kolejnej inwazji monstrów na Ziemię. Zagrożenie pojawia się gdy naukowcy Cosmo Academy Ran Ayukawa i Kengo Tachibana odnajdują pod wodą starą skamielinę, która wydobyła się z wody i okazała się być bazą prehistorycznej cywilizacji Melzard, która chciała zniszczyć ludzkość. Guru zasila nowe Owadozbroje energią życiową trzech chrząszczy by następnie trafiły one do ich nowych właścicieli. Dwie zbroje z trzech - Kuwagara i Tentou otrzymują Kengo i Ran, zaś trzecia - tytułowy Kabuto trafia do siedemnastoletniego licealisty i piłkarza Kōheia Toby, który w obronie ludzkości wdał się w walkę z potworami Melzard. Trójka młodych wojowników musi przezwyciężyć niesnaski między sobą i wspólnie powstrzymać kataklizm. Melzard odnajduje 4 prehistoryczne monety z których powstają czterej źli wojownicy silniejsi od B-Fighterów- B-Crushery, jednak wychodzi potem na jaw, że Cosmo Academy posiada inne 4 monety, dzięki którym powstają czterej nowi B-Fighterzy pochodzący z zagranicy.

## B-Fighterzy
- Kōhei Toba/B-Fighter Kabuto (鳥羽 甲平／ビーファイターカブト Toba Kōhei/Bī Faitā Kabuto)
- Kengo Tachibana/B-Fighter Kuwagar (橘 健吾／ビーファイタークワガー Tachibana Kengo/Bī Faitā Kuwagā)
- Ran Ayukawa/B-Fighter Tentou (鮎川 蘭／ビーファイターテントウ Ayukawa Ran/Bī Faitā Tentō)

### Wsparcie
- Masaru Osanai (小山内 勝 Osanai Masaru)
- Yui Toba (鳥羽 ゆい Toba Yui)
- Bit (ビット Bitto)
- Guru (老師グル Rōshi Guru)
- B-Fighterzy pierwszej generacji
  - Takuya Kai/Blue Beet
  - Daisaku Katagiri/G-Stag
  - Mai Takatori/Reddle
- Nowi B-Fighterzy (新ビーファイター Shin Bī Faitā)
  - Mac Windy/B-Fighter Yanma (マック・ウィンディ／ビーファイターヤンマ Makku Windi/Bī Faitā Yanma)
  - Julio Rivera/B-Fighter Genji (フリオ・リベラ／ビーファイターゲンジ Furio Ribera/Bī Faitā Genji)
  - Li Wen/B-Fighter Min (李 文／ビーファイターミン Lī Wen/Bī Faitā Min)
  - Sophie Villeneuve/B-Fighter Ageha  (ソフィー・ヴィルヌーブ／ビーファイターアゲハ Sofī Virunūbu/Bī Faitā Ageha)

## Melzard
- Matka Melzard (マザーメルザード Mazā Meruzādo)
- Raija (ライジャ Raija)
- Miorla (ミオーラ Miōra)
- Dezzle (デズル Dezuru)
- Dord (ドード Dōdo)
- B-Crushery (ビークラッシャー Bī Kurasshā)
  - Descorpion (デスコーピオン Desukōpion)
  - Mukadelinger (ムカデリンガー Mukaderingā)
  - Beezack (ビーザック Bīzakku)
  - Killmantis (キルマンティス Kirumantisu)

## Obsada
- Kōhei Toba/B-Fighter Kabuto: Hideomi Nakasato
- Kengo Tachibana/B-Fighter Kuwagar: Naoto Adachi
- Ran Ayukawa/B-Fighter Tentou: Yukina Kurisu
- Yui Toba: Kaori Asō
- Masaru Osanai: Ryōichi Yamaguchi
- Guru: Yasuo Tanaka (głos)
- Bit: Tomoe Hanba (głos)
- Matka Melzard: Wakana Yamazaki (głos)
- Raija: Akira Ōoka
- Miola: Akiko Yoshio
- Dezzle: Kaneto Shiozawa (głos)
- Dord: Hiroshi Masuoka (głos)
- Mac Windy/B-Fighter Yanma: Reuben Langdon
  - B-Fighter Yanma: Kōichi Tōchika (głos)
- Julio Rivera/B-Fighter Genji: Seiji Takaiwa
- Li Wen/B-Fighter Min: Hideki Anzai
- Sophie Villeneuve/B-Fighter Ageha: Reika Hashimoto
- Descorpion: Tetsu Inada (głos)
- Mukadelinger: Masuo Amada (głos)
- Beezack: Yutaka Aoyama (głos)
- Killmantis: Takao Ishii (głos)
- Kabuto: Takahiro Yoshimizu (głos)